# سفارة البرتغال في السويد
سفارة البرتغال في السويد هي أرفع تمثيل دبلوماسي لدولة البرتغال لدى السويد. تقع السفارة في ستوكهولم وهي تهدف لتعزيز المصالح البرتغالية في السويد.

## وصلات خارجية
- قائمة سفارات البرتغال
- قائمة السفارات في السويد